# Marc Tigel·li Hermògenes
Marc Tigel·li Hermògenes, en llatí Marcus Tigellius Hermogenes, fou un poeta i músic sard, adversari i detractor d'Horaci. Inicialment era ben disposat envers aquest (l'anomena optimus cantor et modulator) i després enemistat per causes que segons Horaci foren per enveja: Hermògenes s'oposava a les sàtires però tampoc tenia talent per grans obres i es dedicava a l'ensenyament mentre Horaci adquiria gran fama. Sembla que quan Horaci parla de Pantolabus es refereix a aquest Hermògenes.